# Scientific American Frontiers
Scientific American Frontiers a fost o emisiune de știință difuzată în Statele Unite ale Americii la canalul PBS⁠(d) din 1990 până în 2005. A fost produsă de Chedd-Angier pentru revista Scientific American. Prezentatorul primelor trei sezoane a fost profesorul MIT Woodie Flowers⁠(d), iar următoarele 12 sezoane au fost prezentate de actorul Alan Alda. Acestui fapt se datorează cea de-a doua denumire sub care era cunoscută emisiunea – „Alan Alda in Scientific American Frontiers”.